# Női 5 kilométeres hosszútávúszás a 2013-as úszó-világbajnokságon
A női 5 kilométeres hosszútávúszás versenyt a 2013-as úszó-világbajnokságon július 20-án rendezték meg.

## Érmesek
| Arany                                      | Ezüst                      | Bronz                        |
| Haley Anderson · Amerikai Egyesült Államok | Poliana Okimoto · Brazília | Ana Marcela Cunha · Brazília |

## Eredmények
| Helyezés  | Úszó                  | Nemzetiség | Idő       |
| --------- | --------------------- | ---------- | --------- |
| Aranyérem | Haley Anderson        | USA        | 56:34.2   |
| Ezüstérem | Poliana Okimoto       | BRA        | 56:34.4   |
| Bronzérem | Ana Marcela Cunha     | BRA        | 56:44.4   |
| 4         | Kalliopi Araouzou     | GRE        | 56:45.3   |
| 5         | Isabelle Härle        | GER        | 56:46.2   |
| 6         | Cara Baker            | NZL        | 56:46.2   |
| 7         | Martina Grimaldi      | ITA        | 56:46.3   |
| 8         | Rebecca Mann          | USA        | 56:46.4   |
| 9         | Aurélie Muller        | FRA        | 56:46.5   |
| 10        | Rachele Bruni         | ITA        | 56:48.1   |
| 11        | Danielle DeFrancesco  | AUS        | 56:48.2   |
| 12        | Olasz Anna            | HUN        | 56:58.4   |
| 13        | Yurema Requena        | ESP        | 57:00.1   |
| 14        | Bonnie MacDonald      | AUS        | 57:01.3   |
| 15        | Anastasiya Azarova    | RUS        | 57:04.3   |
| 16        | Margarita Domínguez   | ESP        | 57:04.4   |
| 17        | Elizaveta Gorshkova   | RUS        | 57:06.2   |
| 18        | Ophelie Aspord        | FRA        | 57:06.3   |
| 19        | Fang Yanqiao          | CHN        | 57:07.0   |
| 20        | Cao Shiyue            | CHN        | 57:19.5   |
| 21        | Angelica Andre        | POR        | 57:22.1   |
| 22        | Katia Barros          | ECU        | 57:26.4   |
| 23        | Swann Oberson         | SUI        | 57:26.8   |
| 24        | Emma Robinson         | NZL        | 57:29.5   |
| 25        | Kyna Pereira          | RSA        | 57:30.8   |
| 26        | Florencia Mazzei      | ARG        | 57:49.0   |
| 27        | Paola Pérez           | VEN        | 57:51.5   |
| 28        | Marianna Lymperta     | GRE        | 57:55.3   |
| 29        | Barbora Picková       | CZE        | 58:58.2   |
| 30        | Maroua Mathlouthi     | TUN        | 59:51.8   |
| 31        | Florencia Melo        | VEN        | 1:01:32.5 |
| 32        | Nataly Caldas         | ECU        | 1:01:41.7 |
| 33        | Laila El-Basiouny     | EGY        | 1:01:52.4 |
| 34        | Mayela Oropeza        | MEX        | 1:03:01.1 |
| 35        | Wasela Hussein        | EGY        | 1:03:02.2 |
| 36        | Valerie Gruest        | GUA        | 1:03:03.8 |
| 37        | Mariya Ivanova        | KAZ        | 1:05:19.0 |
| 38        | Mahina Valdivia       | CHI        | 1:05:19.6 |
| 39        | Anna Gakhokidze       | KAZ        | 1:06:25.6 |
| 40        | Li Hannah Hang Fung   | HKG        | 1:06:30.6 |
| 41        | Risa Andriani Permana | INA        | 1:10:16.7 |
| 42        | Maria Aponte          | BOL        | 1:10:21.2 |
| –         | Michelle Weber        | RSA        | DNF       |
| –         | Fiona On Yi Chan      | HKG        | DSQ       |
| –         | Finnia Wunram         | GER        | DSQ       |